# آرژانتین در المپیک تابستانی ۱۹۵۶
آرژانتین در بازی‌های المپیک تابستانی ۱۹۵۶ که در شهر ملبورن برگزار شد، کاروان آرژانتین با ۲۸ ورزشکار در این رقابت‌ها شرکت کرد و موفق به کسب ۲ مدال (۰ طلا، ۱ نقره، ۱ برنز) شد. در جدول رتبه‌بندی توزیع مدال‌ها، آرژانتین در ردهٔ ۲۹ مسابقات قرار گرفت.